# Rotterdami Erasmus
Rotterdami Erasmus (Rotterdam vagy Gouda, 1466. október 27. (?) – Bázel, 1536. július 12.) latin nevén Desiderius Erasmus Rot(h)erodamus nagy hatású németalföldi humanista tudós, Ágoston-rendi szerzetes, filozófus és teológus. A reformáció szellemi előfutára. Nevének régi magyar alakja: Rézmán.
Erasmus vérbeli tudós volt, akinek megvoltak a maga elképzelései a „tiszta” latin stílusról, amelynek egyik nyelvújítója ő maga. Bár egész életében megtartotta római katolikus hitét, műveiben bírálta a skolasztikát, a római egyház mértéktelen hatalmát, intézményrendszerét.
A frissen formálódó humanista szövegkritika elvei szerint átdolgozta a latin Újszövetséget, és sajtó alá rendezte a saját görög Újszövetség-kiadását, melyben igyekezett megállapítani a hiteles szöveget és a korábbi kiadások-változatok pontatlanságait. Olyan kérdéseket vetett fel, amelyek a reformációra is hatással voltak, mindazáltal a mai szövegkritika szempontjai szerint meghaladottnak tekintendő az Erasmus-féle kiadás, az Újszövetség kortárskritikai kiadásai nem azt veszik alapul.
Jelentősebb művei: A balgaság dicsérete, A keresztény fejedelem neveltetése, A béke panasza, Nyájas beszélgetések (Colloquia familiaria).

## Élete

### Fiatalkora
Erasmus Gerrit Gerritszoon vagy Herasmus Gerritszoon néven született, 1466 körül, valószínűleg Rotterdamban. Bár az utókor szorosan a városhoz köti személyét, tulajdonképpen csak négy évig élt itt. A családjáról és fiatalkoráról csak az írásaiban elejtett homályos utalásokból tudunk egy keveset. Majdnem bizonyos, hogy házasságon kívül született. Apja, Roger Gerard később pap lett. Anyjáról mindössze annyit tudunk, hogy Margaretnek hívták és egy orvos lánya volt. Annak ellenére, hogy Erasmus törvénytelen gyermek volt, szülei gondját viselték, amíg 1483-ban el nem vitte őket a pestis. Ezután is a legjobb nevelést kapta, amit egy fiatalember akkoriban kaphatott, kolostori iskolák sorát járta végig. Miközben 1487 körül Steynben (Gouda) egy Ágoston-rendi kolostorban tanult, közeli kapcsolatba került egy szerzetestársával, Servatius Rogerusszal, akit „lelkem másik felének” nevezett és akiről így írt: „boldogtalanul és hajthatatlanul hajszoltalak”.

### Papi pályája
1492-ben pappá szentelték és vonakodva ugyan, de szerzetesi fogadalmat tett és Ágoston-rendi kanonok lett huszonöt éves kora körül. Ténylegesen azonban valószínűleg sohasem gyakorolta papi hivatását, a kolostori élet pedig későbbi egyházat bíráló munkáinak egyik fő tárgya volt. Nem sokkal felszentelése után alkalma nyílt elhagyni a kolostort, amikor felajánlották neki, hogy legyen a cambrai püspök, Bergeni Henrik titkára, a latin nyelvben való jártasságának és tudós hírnevének köszönhetően. Szerzetesi fogadalma alól ideiglenes feloldozást kapott gyenge egészségére, a szerzetességtől való idegenkedésére és a humanista tudományok iránti érdeklődésére való tekintettel. X. Leó pápa később véglegesítette a diszpenzációt.

### Tanulmányai és tudományos munkája

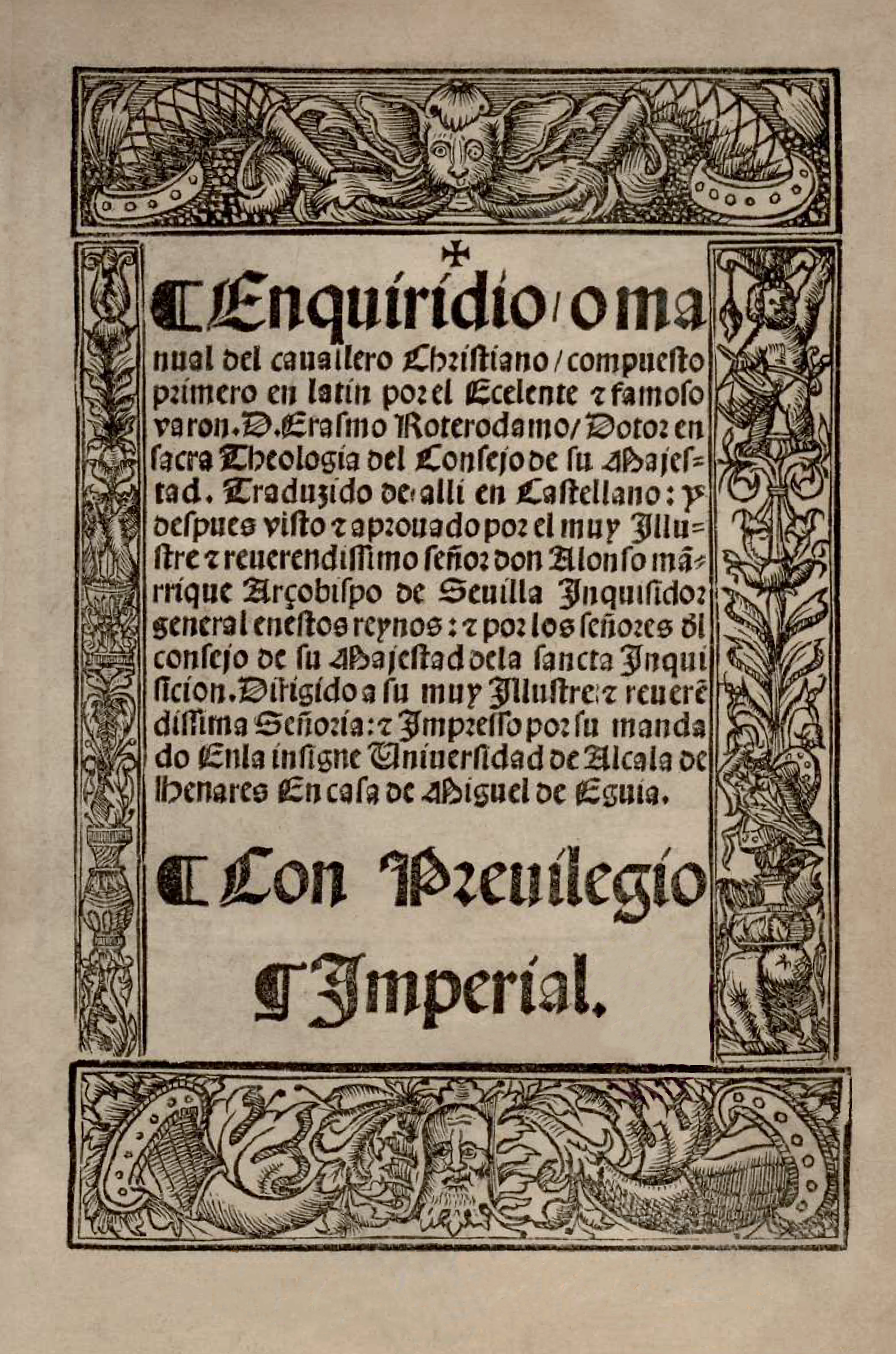
Enchiridion militis Christiani (1503).

1495-ben a püspök hozzájárulásával és támogatásával a Párizsi Egyetemre ment, a Collège de Montaigu-ben, az újító eszmék egyik központjában tanult az aszkéta Jan Standonck irányítása alatt, akinek szigorára írásaiban is panaszkodott. Akkoriban az egyetem még skolasztikus szellemben működött, de már a humanizmus hatása is megmutatkozott. Erasmus főleg Párizsban, Leuvenben, Angliában és Bázelben tevékenykedett, de soha nem tartozott határozottan egyik helyhez sem. Az Angliában töltött idő alatt életre szóló barátságot kötött az angol szellemi élet vezetőivel: John Colettel, Thomas More-ral, John Fisherrel, Thomas Linacre-rel és William Grocynnal. A Cambridge-i Egyetemen a hittudomány professzora lett és posztját akár élete végéig is megtarthatta volna. A Queens' College-ben élt, melynek valószínűleg öregdiákja is volt.
Erasmus azonban egy független tudós életét akarta élni és tudatosan igyekezett elkerülni minden olyan tevékenységet vagy hivatalos köteléket, ami gátolhatta volna szellemi szabadságát és irodalmi kibontakozását. Élete során több megbecsült és jövedelmező állást ajánlottak fel neki különböző egyetemeken, de ő mindet visszautasította, és inkább a bizonytalan, de megfelelő megélhetést nyújtó független irodalmi pályát választotta. 1506 és 1509 között Itáliában járt és hosszabb időt töltött Velencében, Aldus Manutius nyomdájában, de ettől eltekintve nemigen tartott kapcsolatot az olasz tudósokkal.
Leuveni tartózkodása alatt sok bírálat érte azok részéről, akik ellenségesek voltak az irodalmi és vallási megújulás elveivel szemben, melynek egész életét szentelte. Mikor ez az ellenszenv zaklatásba fordult, Bázelben keresett menedéket, ahol a svájci vendégszeretet védelmében végre szabadon kifejezhette magát és ahol hű barátok vették körül. Itt a nyomdász és kiadó Johannes Frobenius személyében olyan társra talált, aki sok éven keresztül támogatta munkáját; tisztelői Európa minden részéből felkeresték.
Erasmus irodalmi termékenysége aránylag későn bontakozott ki. Csak akkor kezdett írni a korabeli irodalom és vallás komoly témáiról, amikor már tökéletesen elsajátította a latin nyelvet. Alapvetően nem kételkedett a hagyományos hittételek igazságában és nem táplált ellenséges érzelmeket az egyház szervezete ellen; az egyházi élettel szembeni bírálata a hittételek megtisztítását és a kereszténység intézményrendszerének szabadelvűbbé tételét célozta. Tudósként igyekezett a tudományos munka módszereit megszabadítani a középkori hagyományok ridegségétől és merevségétől, de ezzel nem elégedett meg. Magát a becsületesség hitszónokának tekintette. Erről egész életében meg volt győződve, ezt a vezérfonalat követve újította meg Európát a katolikus egyház őszintén és bátran kimondott józan kritikája által. Ez a meggyőződés egységesnek és következetesnek láttatja egyébként ellentmondásokkal teli életpályáját. Erasmus tartózkodó volt minden kényelmetlen kötelemmel szemben, mégis ő volt a dolgok lényegét nézve a kor irodalmi életének a központja. Több mint ötszáz emberrel levelezett, tanácsát a legkülönfélébb témákban is kikérték a politikai és szellemi élet legnagyobb alakjai.

## Magyarul megjelent művei

### 1944-ig
- Rotterodami Rézmannak az kereztyén vitességet tanító kézben viseleo könyvecskeie, mellyet mostan uyonnan deakbul magiarra forditot és hazaiahoz valo szeretetiböl közönségessé tött Salánki György; Wourdai János, Leiden, 1627
- A panaszolkodó feleség, ama Nagy emlékezetű Erasmus beszélgetéseiből való fordítás; ford. O. S.; s.n., s.l., 17??
- A gyümölcs hozó ősz. Kedvet töltő eredeti magyar versezet az időnek haszna vételével. Szabadon fordítva Erasmus-ból; ford. Ferenczy József; Trattner Ny., Pest, 1826
- A gyermekek nevelése. A tanulmányok módszere; ford., bev., jegyz. Péter János; Katholikus Középiskolai Tanáregyesület, Budapest, 1913 (Pedagógiai könyvtár)
- A balgaság dícsérete; ford., bev., jegyz. Szabó András; Athenaeum, Budapest, 1914 (Modern könyvtár)
- A balgaság dícsérete; ford. Lányi Margit; Szociáldemokrata Párt, Budapest, 1942

### 1945–1989
- Nyájas beszélgetések; ford., bev., jegyz. Trencsényi-Waldapfel Imre; Officina, Budapest, 1946 (Officina könyvtár)
- A béke panasza; ford. Komor Ilona, bev. Turóczi-Trostler József; Budapest Irodalmi Intézet, Budapest, 1948 (Új könyvtár)
- A balgaság dícsérete; ford., jegyz., bev. Kardos Tibor; Magyar Helikon, Budapest, 1958
- A balgaság dícsérete; ford., jegyz. Bodor András, bev. Constantin I. Botez; Tudományos Kiadó, Bukarest, 1960
- Nyájas beszélgetések; vál., ford., jegyz. Komor Ilona, Trencsényi-Waldapfel Imre, utószó Trencsényi-Waldapfel Imre; Magyar Helikon–Európa, Budapest, 1967
- Erasmus világa; ford. Bodor András, Dankanits Ádám, Trencsényi-Waldapfel Imre, vál., bev. Dankanits Ádám; Kriterion, Bukarest, 1970 (Téka)
- Mórias enkómion. A Balgaság dícsérete. Rotterdami Erasmus előadása a Balgaság képében; ford. Kardos Tibor; Magyar Iparművészeti Főiskola, Budapest, 1977
- Beszélgetések. Colloquia familiaria; vál., ford., jegyz. Komor Ilona és Trencsényi-Waldapfel Imre; 2. bőv. kiad.; Magyar Helikon, Budapest, 1981
- Értekezés, avagy összeállítás a szabad akaratról; ford. Kenéz Győző; in: Reneszánsz etikai antológia; vál., szerk. Vajda Mihály, utószó Makkai László, ford. Bajcsa András et al.; Gondolat, Budapest, 1984 (Etikai gondolkodók)
- A keresztény fejedelem neveltetése; ford. Csonka Ferenc, utószó, névmutató Barlay Ö. Szabolcs; Európa, Budapest, 1987 ISBN 9630739569

### 1990–
- Rotterdami Erasmus: A balgaság dicsérete. Fordította: Kardos Tibor. Európa, Budapest, 1994 ISBN 9630757192
- Krisztus fegyverzetében avagy Az üdvösségre vezető élet szabályainak kalauza; ford., jegyz. Babics Zsófia; Szt. István Társulat–Új Ember, Budapest, 2000 ISBN 9637688471
- Kézikönyv Krisztus katonájának; ford., bev., jegyz. Heidl György; Paulus Hungarus–Kairosz, Budapest, 2000 ISBN 9639137960
- Kétarcú orvostudomány / Agrippa: Szatíra az orvosokról / Erasmus: Az orvostudomány dicsérete; ford., bev., jegyz. Magyar László András; Kalligram, Pozsony, 2002
- A szabad döntésről; ford., bev. Rokay Zoltán; Jel, Budapest, 2004
- A keresztény özvegy. Máriához, Magyarország és Csehország egykori messze földön ismert királynéjához, Károly császár és Ferdinánd király nővéréhez; ford., jegyz. Babics Zsófia; Jel, Budapest, 2004
- A szabad döntésről; ford., bev. Rokay Zoltán; 2. jav. kiad.; Jel, Budapest, 2005
- A nőkről és a házasságról; vál., szöveggond., bev., jegyz. Petneházi Gábor, ford. Benedek Noémi, Gellérfi Gergő, Kasza Péter, Szabó Ádám, Széles Ágnes; Lazi, Szeged, 2011 ISBN 9789632671567
- Beszélgetések a keresztény vallásról; ford., szerk., bev., jegyz. Petneházi Gábor; Lazi, Szeged, 2012 ISBN 9789632671789
- A mennyből kizárt Gyula pápa; ford., jegyz. Vető Éva; szerk., bev. Barlay Ö. Szabolcs; Barlay Ö. Szabolcs, Székesfehérvár, 2013
- Meglelted Spártád. Politikai írások; ford. Ledán M. István, Petneházi Gábor; Lazi, Szeged, 2019 (Antikvitás és reneszánsz könyvek) ISBN 9789632674407
- Az erkölcsnek tisztességes, emberséges volta, kire tanít Erasmus, melly rövid kérdésekre oszlattatott és megöregbíttetett Reinhardus Hadamarius által; in: Gyermekeknek kézikönyvecskéjek. Gyermeknevelési és illemtankönyvek a 16-18. századból; sajtó alá rend., utószó S. Sárdi Margit; Magyarságkutató Intézet–Attraktor, Budapest–Máriabesnyő, 2019 (Intra Hungariam...)
- A keresztény Erasmus. Erasmus kereszténysége. A rotterdami mester gondolatai; összeáll., ford., bev. Vida István, szerk. Czakó Kálmán; fordítói, Gárdony, 2021

### Online
- Rotterdami Erasmus: Beszélgetések Magyar Elektronikus Könyvtár
- Rotterdami Erasmus: Az orvostudomány dicsérete Magyar Elektronikus Könyvtár
- Rotterdami Erasmus: A keresztény özvegy. Fordította és a jegyzeteket írta: Babics Zsófia. A fordítást az eredetivel egybevetette: Gloviczki Zoltán. Online elérhetőség: http://www.ppek.hu/konyvek/Erasmus_A_kereszteny_ozvegy_1.pdf
- Rotterdami Erasmus: Alkibiadész szilénjei. Ford.: Petneházy Gábor. Online elérés
- Drot.hu ERASMUS-sorozata: https://web.archive.org/web/20161003073808/http://drot.eu/article/erasmus-kiralynak-es-bolondnak-szuletni-kell
- Kiss Farkas Gábor: Erasmus útja Baselből Louvainbe. In: Palimpszeszt, 7. szám. Online: http://magyar-irodalom.elte.hu/palimpszeszt/07_szam/02.htm